# Tito Guízar
Federico Arturo Guízar Tolentino, bardziej znany jako Tito Guízar (ur. 8 kwietnia 1908 w Guadalajarze, zm. 24 grudnia 1999) – meksykański aktor telewizyjny i  filmowy.

## Wybrana filmografia
- 1994: Marimar jako Papá Pancho
- 1995-1996: Maria z przedmieścia jako Ojciec Honorio
- 1998: Paulina jako Don Panchito
- 1998-1999: Crstina jako Agustín García